# Calle Ilica
La Calle Ilica (en croata: Ilica) es una de las calles más largas de Zagreb y es considerada como la más cara de las calles residenciales en la ciudad capital de Croacia. En la concurrida calle se ubican numerosas tiendas y lugares de interés cultural, y se extiende a través de la mayor parte de la parte noroeste de la ciudad, desde la Plaza Ban Jelačić, en el centro de la ciudad, hasta el distrito de Vrapče, en el noroeste de la ciudad. El primer nombre fue registrado en 1431, mientras que la propia calle conserva su forma actual desde finales del siglo XVIII. Durante una parte de su línea de tiempo histórico, la calle apareció bajo el nombre de Lončarska ves. La calle posee 5,66 kilómetros de largo, por lo que es la tercera calle más larga de la ciudad.